# Paraplotes
Paraplotes is een geslacht van kevers uit de familie bladkevers (Chrysomelidae).
De wetenschappelijke naam van het geslacht werd in 1933 gepubliceerd door Laboissiere.

## Soorten
- Paraplotes antennalis Chen, 1942
- Paraplotes clavicornis Gressitt & Kimoto, 1963
- Paraplotes frontalis Laboissiere, 1933
- Paraplotes indica Takizawa & Basu, 1987
- Paraplotes nepalensis Medvedev & Sprecher-Uebersax, 1998
- Paraplotes rugosa Laboissiere, 1933
- Paraplotes taiwana Chujo, 1963